# بريبين وندغرين كريستنسن
بريبين وندغرين كريستنسن هو دراج دنماركي، ولد في 28 نوفمبر 1923 في إقليم هوفدستادن في الدنمارك، وتوفي في 17 مايو 1986.

## وصلات خارجية
- بريبين وندغرين كريستنسن على موقع أرشيف الدراجات (الإنجليزية)
- بريبين وندغرين كريستنسن على موقع أوليمبيديا (الإنجليزية)